# Maria Piotrowska (reżyser)

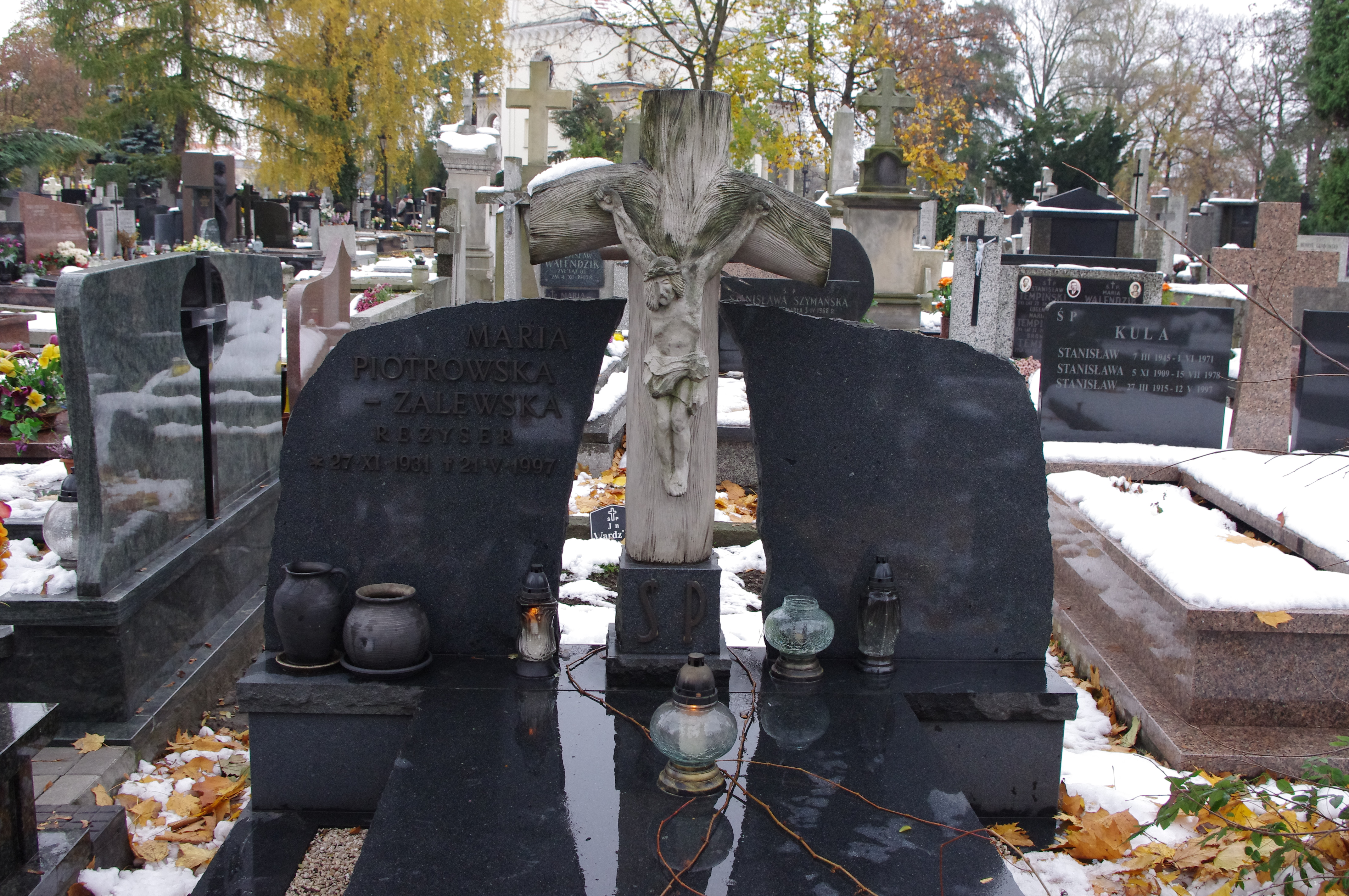
Grób reżyserki dubbingu Marii Piotrowskiej-Zalewskiej na Cmentarzu Wilanowskim w Warszawie

Maria Piotrowska (ur. 27 listopada 1931 w miejscowości Mile na Wileńszczyźnie, zm. 21 maja 1997 w Warszawie) – polska reżyserka dubbingu.

## Życiorys
W 1953 zdała egzamin na Wydział Reżyserii Państwowej Wyższej Szkoły Teatralnej i Filmowej w Łodzi, który ukończyła w 1960 roku. W 1957 podjęła pracę w Studiu Opracowań Filmów w Łodzi jako asystenta reżysera; pracowała tam do 1979 roku. Żona reżysera Gerarda Zalewskiego.
Pochowana na Cmentarzu Wilanowskim w Warszawie.

## Reżyser dubbingu
- 1996: 101 dalmatyńczyków
- 1995: Pocahontas
- 1995: Toy Story
- 1994–1995: Aladyn
- 1994: Król lew
- 1994: Molly
- 1993: Przygody Myszki Miki i Kaczora Donalda
- 1992: Aladyn
- 1991–1992: Dzielny Agent Kaczor
- 1988–1991: Nowe przygody Kubusia Puchatka
- 1987–1990: Kacze opowieści
- 1979: Arabela
- 1979: Garaż
- 1978: Wodne dzieci
- 1978: Indiańskie opowieści upierzonego węża
- 1977: Przygody Kubusia Puchatka
- 1976: Magiczny kamień
- 1975: Baśń o Jasnym Sokole
- 1974: Przeciw Kingowi
- 1973: Dni zdrady
- 1973: Weronika w kraju czarów
- 1972: Weronika
- 1972: Jeździec bez głowy
- 1971: Zeznania komisarza policji przed prokuratorem Republiki
- 1970: Marzenia miłosne
- 1970: Czym mogę służyć?
- 1970: Effi Briest
- 1970: Mój pies Wulkan
- 1970: Uwaga, żółw!
- 1969: David Copperfield
- 1969: Kot w butach
- 1969: Beatrice Cenci
- 1969: Cierpienia młodego Bohaczka
- 1968: Doktor Glas
- 1968: Złote cielę
- 1968: Najlepsza kobieta mojego życia
- 1966: Kaukaska branka
- 1966: Ja, Twój Syn
- 1965: Dzieci don Kichota
- 1965: Wojenka, wojenka
- 1965: Kto zdobędzie puchar?
- 1961: 101 dalmatyńczyków (wersja z 1966 roku)
- 1955: Zakochany kundel (wersja z 1995 roku)
- 1954: Ryszard Lwie Serce i krzyżowcy

ponadto
- Ach, te dzieci
- Ptaszyna
- Wódz czerwonoskórych
- Morderca na zawołanie